# Dubravko Mihanović
Dubravko Mihanović (Zagreb, 1975.), hrvatski dramatičar i dramaturg.
Diplomirao dramaturgiju na Akademiji dramske umjetnosti u Zagrebu. Dramski su mu tekstovi izvođeni u kazalištima u Zagrebu, Splitu, Zadru, Virovitici, Požegi, Dublinu i Sarajevu.
Kao dramatičar debitira 1998. godine predstavom Bijelo u režiji Ivana Lea Leme i izvedbi ansambla HNK Split. Za istu dramu je 1998. godine dobio Nagradu za dramsko djelo "Marin Držić", a drama je uvrštena i u knjige Nova hrvatska drama i Croatian Radio Plays in the 1990s, te je snimljena za Hrvatsku televiziju. Nagradu za dramsko djelo "Marin Držić" ponovno je dobio 2004. za dramu Žaba, čija je produkcija u Teatru ITD nagrađena i Marulovom nagradom te Nagradom hrvatskog glumišta, objema za najbolju predstavu te sezone u Hrvatskoj. Istu dramu 2008. postavlja i sarajevsko kazalište Kamerni teatar 55 na čelu sa Zlatkom Topčićem te postaje hit predstava s mnogim gostovanjima u svijetu i više od 250 kazališnih izvedbi.
2012. godine njegovu dramu Prolazi sve režira Oliver Frljić u produkciji GDK Gavella.
Kao dramaturg radio je na predstavama u GDK Gavella, HNK Split, GK Komedija, SK Kerempuh, GK Žar ptica, Dječje kazalište Dubrava, te na nezavisnim plesnim predstavama. Kao pisac i dramaturg surađivao je s Dramskim programom Hrvatskoga radija i s Hrvatskom televizijom. Piše i libreta, kao i scenarije za radijske i televizijske dokumentarne emisije i filmove.
Zaposlen je kao dramaturg u GDK Gavella.

## Praizvedbe
- 1998. Bijelo, režija: Ivan Leo Lemo, HNK Split
- 2005. Žaba, režija: Franka Perković, Teatar &TD
- 2010. Marjane, Marjane, režija: Mislav Brečić, PlayDrama, Split
- 2012. Prolazi sve, režija: Oliver Frljić, GDK Gavella, Zagreb
- 2020. Tri Marije (dio omnibusa Monovid-19), režija: Anica Tomić, ZKM
- 2020. Zagreb 2020, režija: Dubravko Mihanović i Filip Šovagović, GDK Gavella

## Broj kazališnih produkcija u razdoblju od 1998. do 2020. godine
Drame Dubravka Mihanovića igrane su i u inozemstvu. Drama Bijelo njegovo je najizvođenije djelo.
| Zemlja                 | Broj produkcija |
| ---------------------- | --------------- |
| Hrvatska               | 10              |
| Bosna i Hercegovina    | 1               |
| Irska                  | 1               |
| Italija                | 1               |
| Čile                   | 1               |
| UKUPAN BROJ PRODUKCIJA | 14              |